# Ampére (Paraná)
Ampére es un municipio brasileño del sudoeste del estado de Paraná. Su población estimada en 2008 era de 18.041 habitantes. 